# Apuestas en Filipinas
Las apuestas en Filipinas han estado presentes desde el siglo XVI, y todavía prevalecen en el país en la actualidad, que adopta diversas formas legales e ilegales que se encuentran en casi todo el archipiélago. El gobierno maneja los juegos de azar a través de la Philippine Amusement and Gaming Corporation (PAGCOR), que tiene como objetivo regular y operar los juegos de azar y generar fondos gubernamentales, pero también existen otras agencias públicas y privadas que manejan formas específicas de juego. En particular, el juego de casino bajo el PAGCOR es esencial para el turismo y los ingresos del país. Filipinas tiene más casinos que Macao, y únicamente en el área metropolitana de Manila hay veinte.

## Historia

### Orígenes

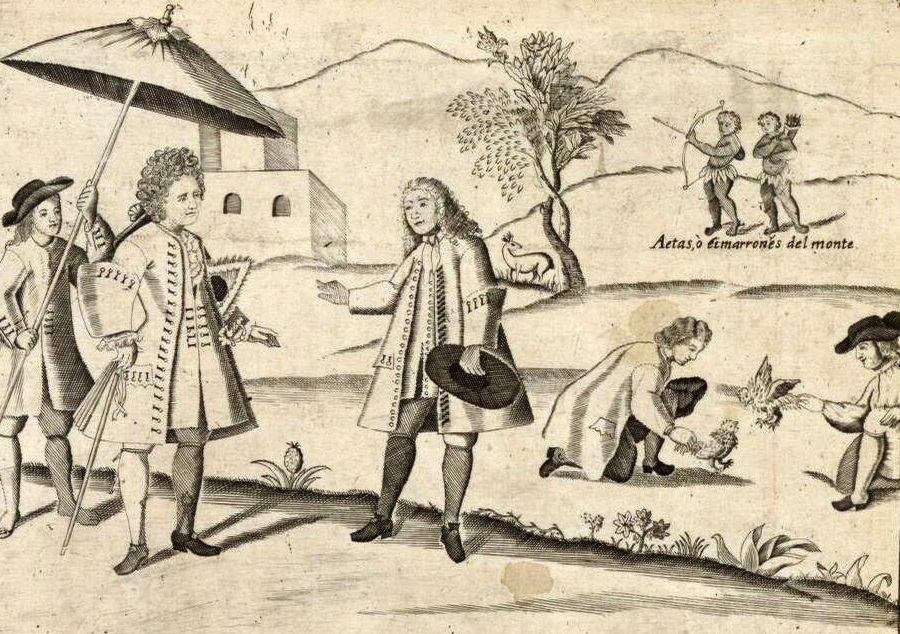
En esta ilustración de la "Carta Hydrographica y Chorographica de las Yslas Filipinas" de 1734, se pueden ver dos nativos filipinos absortos en una pelea de gallos.

Incluso antes de la colonización española, se dice que los juegos de azar ya estaban presentes en Filipinas. Aunque no hay registros exactos de cuándo se practicó por primera vez el juego en el archipiélago, es posible que algunas formas fueran introducidas por los chinos a finales del siglo XVI. Debido a la proximidad de los dos países, muchos chinos locales irían a Filipinas por negocios y ganancias, dedicándose a diferentes oficios y actividades. En el viaje de Fernando de Magallanes a Filipinas, se anotó en los relatos de Antonio Pigafetta, que él ya había sido testigo de apuestas sobre pelea de gallos cuando su barco llegó a Palawan en 1521.

### Creciente popularidad
Durante la ocupación española, los juegos de azar se institucionalizaron en forma de cabinas de mando, salones de cartas, salas de billar y similares. Alrededor de principios a mediados del siglo XIX, se habían introducido las loterías, y las carreras de caballos. En esa época también se habían establecido los casinos, que se habían convertido en un problema para los colonizadores españoles; se observó en el relato de Antonio de Morga que los hombres de Manila se habían acostumbrado a apostar por enormes y excesivas apuestas, y que el juego de azar se había convertido en una práctica generalizada en todos los sectores de la sociedad. Debido a sus efectos perjudiciales, el gobierno colonial tomó medidas para suprimir estas actividades, pero esto tuvo poco efecto y hacia la mayor parte del siglo XIX, esto se había convertido en un fenómeno nacional.
Las peleas de gallos, en particular, fueron uno de los pasatiempos favoritos en Filipinas. Casi todos los pueblos tenían su propia cabina de mando, y la actividad tenía su propio sistema de juego, así como las tarifas pagadas, los días que se realizaban y otros. Los visitantes en el país anotaron la cantidad de cuidados que recibían los gallos, y la mayoría de ellos asistieron a una cabina durante su estancia. Según el número de detenciones realizadas por la policía a finales del siglo XIX, es probable que la presencia de peleas de gallos hubiera fomentado otras formas de juego. Esto condujo a más edictos, aplicación de la ley y sanciones, en los que el gobierno fijó ciertos días y horas del día para que se le permitiera el juego. Esto, sin embargo, resultó difícil de controlar debido a su prevalencia, y fue despenalizado significativamente más tarde cuando el gobierno abrió el país al comercio exterior y a los mercados de ultramar debido a la necesidad de fuentes internas de ingresos. Esto continuó hasta la Ocupación estadounidense de Filipinas.
Al igual que los españoles, los estadounidenses intentaron inicialmente prohibir los juegos de azar, pero más tarde se reintrodujeron las apuestas alrededor de 1912. Las autoridades insulares estadounidenses decidieron entonces que los juegos de azar no podían controlarse, y que era mejor ganar fondos con ello que prohibirlos. los juegos de azar institucionalizados con fines benéficos comenzaron en la década de 1930, cuando se permitieron las carreras de caballos en beneficio de la Federación de Aficionados de Atletismo de las Atletis-Filipenses de Filipinas (ahora Comité Olímpico de Filipinas), y desde entonces únicamente las asociaciones cívicas estaban autorizadas a llevar a cabo carreras de caballos con fines de recaudación de fondos. Estos fueron controlados por la organización llamada National Charity Sweepstakes. La legislación del país cambió a mediados de la década de 1930 para institucionalizar el sorteo a fin de recaudar fondos para promover la salud pública y el bienestar general. El Sorteo Nacional de Caridad fue cambiado a la Oficina de Sorteos de Caridad de Filipinas (PCSO).
Después del período colonial, el gobierno filipino asumió la responsabilidad de supervisar las actividades de juego en el país. En 1976, durante la Era de la Ley Marcial, el gobierno creó la Corporación Filipina de Entretenimiento y Juegos de Azar (PAGCOR) para regular los diez casinos de juegos de azar que existían antes de la era pre-EDSA. El objetivo de la agencia era la regulación gubernamental y la centralización de todos los juegos de azar bajo las franquicias existentes o permitidas por la ley. En 1985, la cobertura y los privilegios del PAGCOR se ampliaron, y la agencia y los casinos mejoraron constantemente hasta la década de 1990. El bingo y la lotería también se habían desarrollado bajo el PAGCOR. En el siglo XX, el PAGCOR experimentó tanto caídas como subidas en la tasa de crecimiento de la renta, que dependió en gran medida de las visitas de grandes actores extranjeros, pero que también se vio afectado en gran medida por la crisis financiera asiática de 1997. Durante las caídas en la tasa de crecimiento de los ingresos, la agencia aumentaría sus esfuerzos diversificándose hacia nuevas empresas como Bingo y Jai alai.
Desde entonces, se han introducido y mejorado varias formas de juego, que continúan extendiéndose y prevaleciendo por todo el país. Recientemente, debido a que el presidente Rodrigo Duterte ha comenzado a reparar las relaciones entre Filipinas y China, se espera que los visitantes chinos en el país aumenten, y esto posiblemente atraiga más inversiones. Esto pone a Filipinas en competencia con Macao y Singapur para convertirse en un centro de juegos de azar dirigido a la creciente clase media de Asia.

## Agencias y empresas gubernamentales

Philippine Amusement and Gaming Corporation (PAGCOR)

En Filipinas, los juegos numéricos y de azar están regulados, controlados y bajo la supervisión directa de organismos gubernamentales centralizados. La más conocida de estas agencias, Philippine Amusement and Gaming Corporation (PAGCOR), opera y licencia casinos de juego, clubes de juego y otros espacios recreativos similares. En Filipinas, los juegos numéricos y de azar están regulados, controlados y bajo la supervisión directa de organismos gubernamentales centralizados. La más conocida de estas agencias, Philippine Amusement and Gaming Corporation (PAGCOR), opera y licencia casinos de juego, clubes de juego y otros espacios recreativos similares.  El PAGCOR, tal como lo establece el Decreto Presidencial n.º 1067-A del expresidente Ferdinand Marcos, fue creado como resultado de la necesidad imperiosa de que el gobierno intervenga en la proliferación de casinos y clubes ilegales que llevan a cabo juegos de azar de manera desenfrenada. El objetivo de PAGCOR es hacerlo centralizando e integrando el derecho y la autoridad para operar y llevar a cabo juegos de azar en una entidad corporativa que será controlada, administrada y supervisada por el gobierno. Si bien PAGCOR tiene la autoridad y el poder para autorizar y regular los juegos de azar, los juegos de cartas y los juegos de numéricos, sin embargo, esta autoridad no se extiende a los juegos autorizados o regulados por las franquicias existentes u otros organismos reguladores. Leyes especiales como la Ley de la República n.º 7922 y las unidades de gobierno local. Según el decreto, la operación de juegos de azar servirá como una fuente adicional de ingresos para financiar varios proyectos socio-cívicos, como programas de control de inundaciones, embellecimiento, proyectos de alcantarillado y otros servicios públicos. Además de la creación de tales proyectos, PAGCOR pretende «minimizar, si no erradicar totalmente, las malas prácticas y las corrupciones que normalmente se encuentran en la conducta y operación de los clubes de juego y casinos sin la participación directa del gobierno».

Philippine Charity Sweepstakes Office (PCSO).

La Oficina de Sorteos de Caridad de Filipinas, también conocida como PCSO, es la agencia gubernamental que organiza y realiza juegos de números en forma de sorteos y juegos de lotería. Lo hacen para apoyar y recaudar fondos para programas de salud y bienestar en el país. Los productos que ofrecen incluyen EZ2 Lotto, GrandLotto 6/55, Suertres Lotto, UltaLotto 6/58, 4 Digit, Lotto Express (KENO), 6 Digit, Small Town Lottery, Lotto 6/42, Boletos de sorteos, MegaLotto 6/45, Entradas Scratch, SuperLotto 6/49 y KASCASH Ticket. Los ganadores de cada juego reciben premios en efectivo.
Mientras que la Comisión de Carreras de Filipinas regula las carrera de caballos en el país, la Junta de Juegos y Diversión se encarga de los aspectos relacionados con las apuestas relacionados con la disciplina.

## Empresas privadas
Fitch, en un informe de 2017 titulado Eye in the Sky Series: Philippines Gaming Jurisdiction Surveillance Monitor, enumera a las siguientes firmas como participantes principales en la industria del juego de Filipinas: Travelers International Hotel Group, Bloomberry Resorts Corp., Melco Crown y Belle Corporation y Tiger Resorts. Travelers, una empresa conjunta entre Genting Hong Kong y el conglomerado local Alliance Global, se estableció en el primer casino privado del país, Resorts World Manila, en el complejo de Entertainment City en Gran Manila. Tiger Resorts opera Okada Manila, mientras que Bloomberry, Melco Crown y Belle también operan sus propios casinos en el área.
La firma local, PhilWeb era conocida por su red de E- Games, que fue cerrada por el gobierno. En septiembre de 2016, Pagcor permitió los juegos de azar en el extranjero y otorgó licencias a 35 operadores con sede en Filipinas, según informes, en diciembre del mismo año.
Entre las empresas de juego en línea con sede en el país se encuentran Dafabet, que atiende el mercado de Asia Pacífico, pero también patrocina clubes de fútbol en el Reino Unido, y SBOBET.

## Tipos de juegos

### Legales

#### Casino
Los casinos son lugares a los que la gente va para participar en actividades de juego legales, generalmente para entretenerse y ganar dinero. Los juegos de azar en los casinos se juegan generalmente a través de cartas y fichas de casino, máquinas tragaperras y algunos más. Algunos de los juegos que se juegan a menudo en los casinos incluyen póquer, blackjack, ruleta y máquinas tragaperras.

#### Sorteos

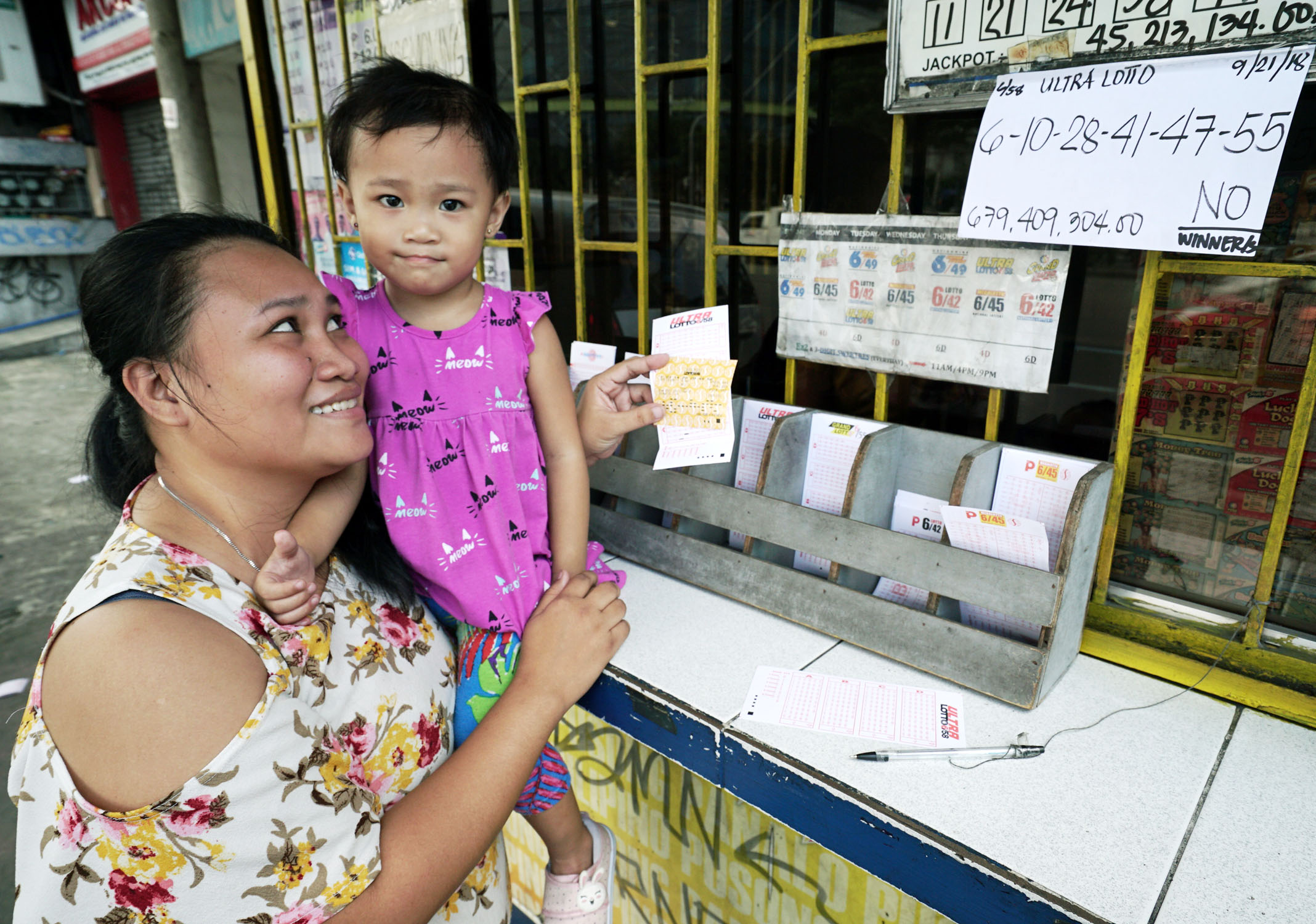
Una mujer apuesta en la lotería Ultra Lotto 6/58.

Los juegos de sorteo son concursos donde el ganador puede llevarse todo el premio.
Las loterías en Filipinas están a cargo de la Oficina del Sorteo de Caridad de Filipinas. El funcionamiento es que hay 6 números sorteados al azar dentro de un cierto rango de números, dependiendo del tipo de lotería. Hay varios tipos de lotería hechas por PCSO, como Lotto 6/42, Megalotto 6/45, Superlotto 6/49, etc. La persona cuyos números de lotería elegidos en la tarjeta coincide con el de los sorteados por el anfitrión gana el premio mayor, pero la cantidad de dinero del premio depende del tipo de lotería, así como de cuántos de los números elegidos en la tarjeta coincidan con los números que fueron sorteados:

##### Apuestas de carreras de caballos

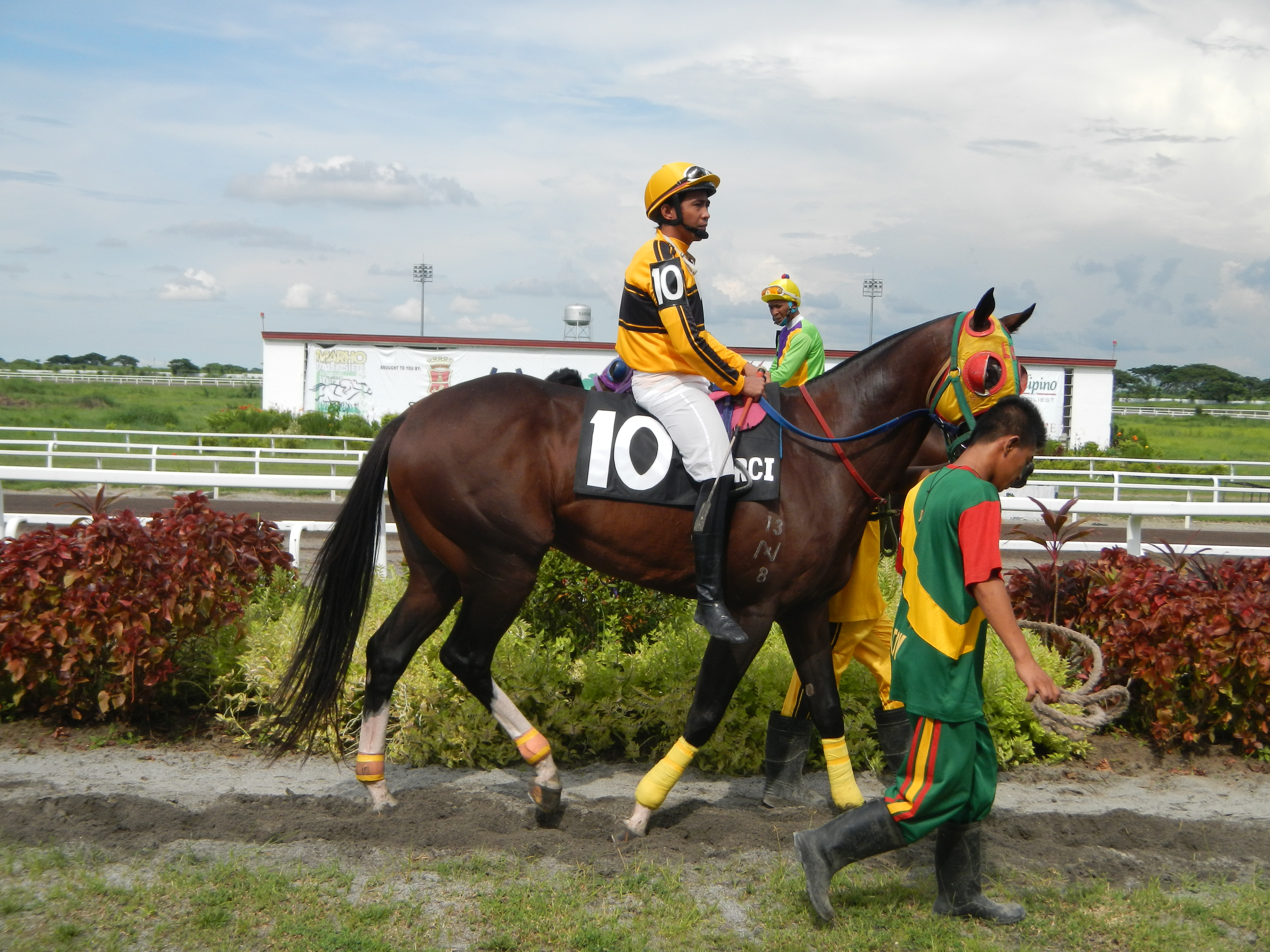
Carrera de caballos.

En la carrera de caballos, la gente apuesta su dinero en qué caballos ganarán la carrera. Las personas lo hacen dando su dinero de apuestas a las ventanas de venta o estaciones de apuestas, luego reclaman sus premios allí, si ganan. La gente puede apostar a varios caballos para tener más posibilidades de ganar, y puede elegir entre diferentes tipos de apuestas de carreras de caballos. Algunos de los diferentes tipos de apuestas son "win", "place", "show", "Double Quinella", "Forecast", "Trifecta", "Quartet", "Daily Double", "Pick 4", "Pick 6", etc.

#### Pelea de gallos

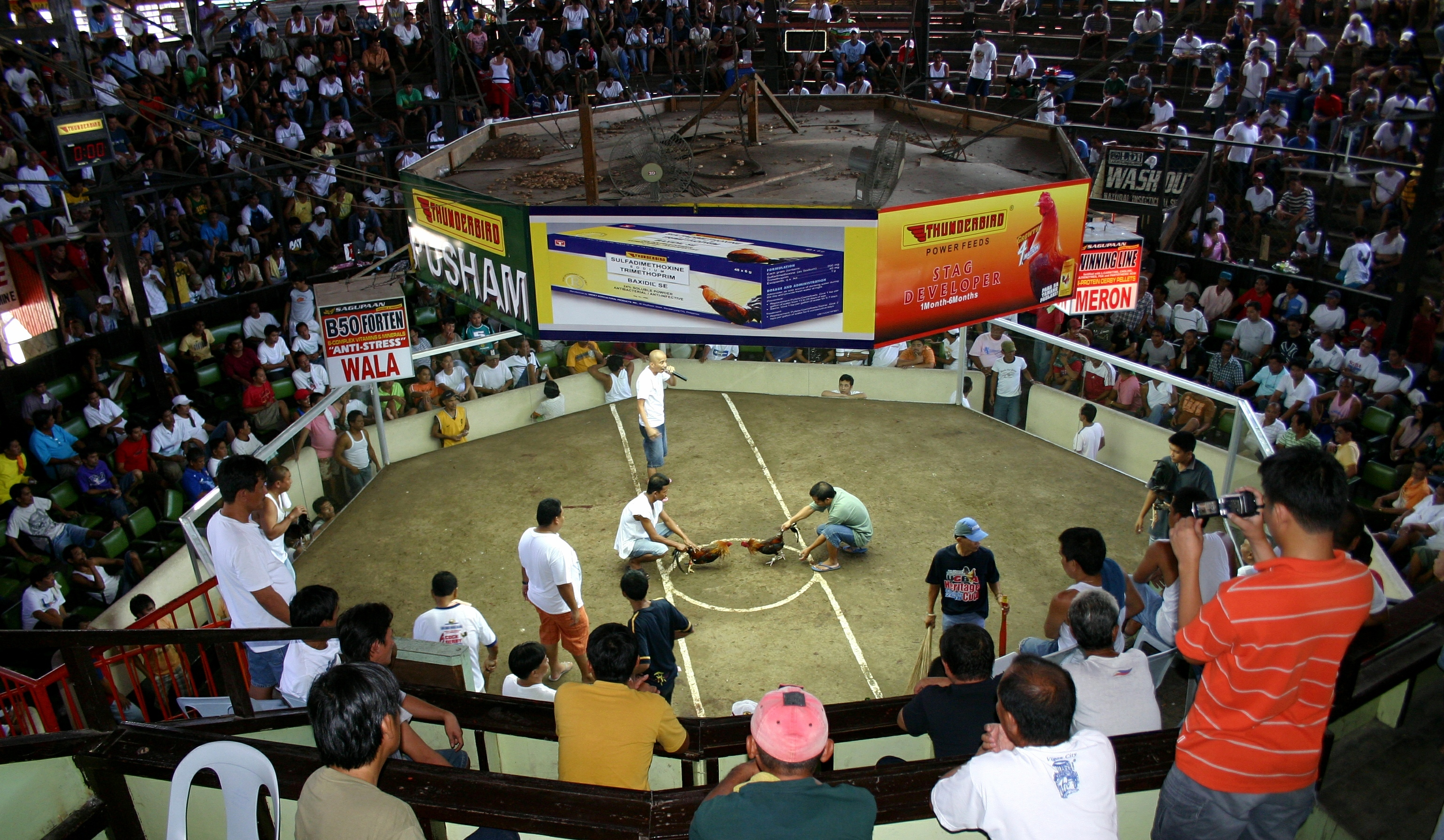
Peleas de gallos.

La pelea de gallos es un deporte en el que 2 gallos que han sido cuidadosamente criados y alimentados especialmente luchan entre sí dentro de los estadios de las cabinas hasta que uno muere o no puede continuar y la gente apuesta su dinero en el gallo que cree que ganará. La mayoría de las cabinas tienen un máximo de 10 minutos de tiempo de lucha. El gallo victorioso recibe tratamiento y medicina después de la pelea y obtiene un descanso de alrededor de 3 a 5 meses antes de volver a pelear, mientras que el gallo perdedor que está muerto, usualmente lo consume el dueño ganador del gallo como premio, u otras personas.

#### Juegos de calle
La gente a veces juega en las esquinas de la calle, juegos simples como pusoy dos, mahjong, tongits y a sakla, donde el dinero está en la línea.

#### Juegos de azar en línea
Con respecto a los juegos de azar en línea en Filipinas, el anterior presidente de Filipinas, Rodrigo Duterte, declaró que cerraría todas las empresas de juegos de azar en línea del país. Sin embargo, esta declaración fue seguida de una aclaración en el sentido de que únicamente aquellas empresas de juegos de azar en línea que no fueran manejadas y autorizadas por PAGCOR debían ser cerradas y consideradas ilegales. Las empresas de juegos de azar en línea que están a cargo de PAGCOR todavía pueden ser consideradas legales. Algunas empresas de juegos de azar en línea bajo PAGCOR incluyen PhilWeb, DFNN, etc. Los juegos de azar en línea implican los juegos de azar habituales como el póquer, el blackjack, la lotería y otros tipos.

### Ilegales

#### Jueteng
El jueteng es un juego de números ilegales que es una forma de lotería local y es popular en el país debido a su naturaleza. El juego probablemente se introdujo durante la colonización española y, como las peleas de gallos, lo hicieron los empresarios chinos. El nombre en sí viene del tono de los caracteres chinos, que significa flor, y teng que significa apostar. Implica la combinación de 37 números contra 37 números (38 números en algunas áreas), numerados del 1 al 37, y las apuestas se colocan y aceptan por combinación. El juego generalmente se juega al elegir una combinación de dos números del 1 al 37, luego las bolitas numeradas se agitan en una canasta (generalmente una canasta de ratán) y dos bolas se sortean ante los testigos.
El ingreso bruto estimado del juego varía, pero puede alcanzar hasta 500 millones de dólares. Alrededor del treinta por ciento de esto se paga como dinero de protección a los agentes del orden público y las figuras políticas, luego otro treinta es para el excedente del operador, y el resto es para ganancias, acciones de empleados y gastos.
Hay varias razones por las que el juego de números ha prevalecido a pesar de su ilegalidad:
1. Las apuestas de jueteng son bajas, tan bajas como R $ 0.25 o R $ 1.00, y un apostador puede ganar hasta R $ 400 a R $ 1000, dependiendo de los ingresos totales y el número de apostantes.
2. Las operaciones de Jueteng requieren costos y activos mínimos. El sorteo o bola se puede hacer en cualquier lugar en cualquier momento.
3. Las transacciones no toman mucho tiempo, a diferencia de otras formas de juego (por ejemplo, Bingo, peleas de gallos ...).
4. Hay muchos casos en los que está protegido por agentes del orden o funcionarios del gobierno.
5. Hay mucho apoyo de los locales.
6. Existe una superstición local para utilizar apuestas basadas en cumpleaños, muertes, ocasiones especiales, sueños y otros temas.

Uno de los mayores escándalos relacionados con Jueteng involucró al expresidente de Filipinas, Joseph Estrada, en 2000, llamado Juetengate. El líder de la minoría del Senado, Teofisto Guingona, acusó a Estrada el 5 de octubre de 2000 de recibir pagos en efectivo del jueteng como protección. Días después, Luis "Chavit" Singson afirmó que, como hombre de bolsa de Estrada, le había dado a Estrada alrededor de 400 millones de dólares de las colecciones de jueteng de todo el país. Esto provocó la segunda revolución EDSA del 17 al 20 de enero de 2001 y la eventual renuncia de Joseph Estrada en el último día de la revolución.

#### Masiao
Un juego de números ilegal en el que la combinación ganadora se deriva de los resultados del último juego de Jai Alai o la parte del Llave Especial o cualquier resultado del mismo basado en cualquier juego ficticio de Jai Alai que consiste en 10 jugadores enfrentados entre sí, y sus variantes.

#### Last Two
Un juego de números ilegales en el que la combinación ganadora se deriva de los dos últimos números del primer premio del boleto ganador del Sorteo, que sale durante el sorteo semanal de la Oficina de Sorteos de Caridad de Filipinas (PCSO) y sus variantes.

## Prevalencia en varias regiones

### Juegos provinciales

#### Deportes de sangre
Apostar en concursos que enfrentan a dos animales en una lucha a muerte es una forma de vida para muchos machos en el interior del país.

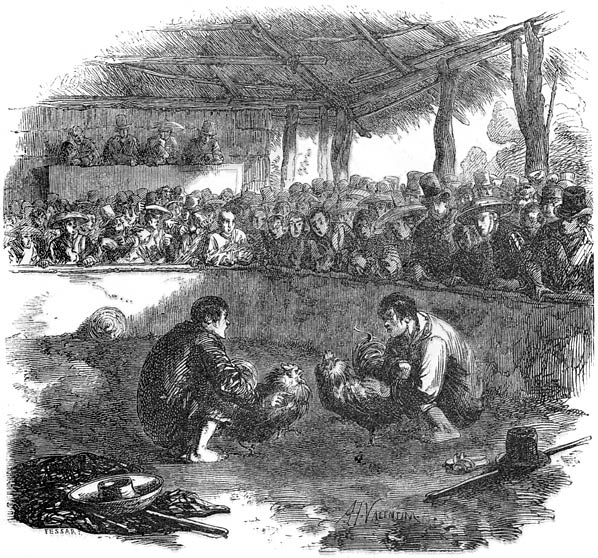

- Deportes de sangre todo el año

- Sabong o pelea de gallos

Cada fin de semana, las arenas de las Filipinas están llenas de miles de hombres ansiosos por apostar legalmente en peleas con gallos con garfios afilados como cuchillas en las patas. El espectáculo de un evento de este tipo -con su rápido ritmo, ruido, sangre y participación de la multitud- ha hecho mucho para establecer las peleas de gallos como el deporte nacional de las Filipinas.
- Deportes de sangre durante las fiestas locales.

1. "Peleas de caballos" en el lago Sebu, en el sur de Cotabato, cada setembre.
2. "Fiesta de los Toros", en el pueblo de San Joaquín, Iloilo, celebrado en enero.

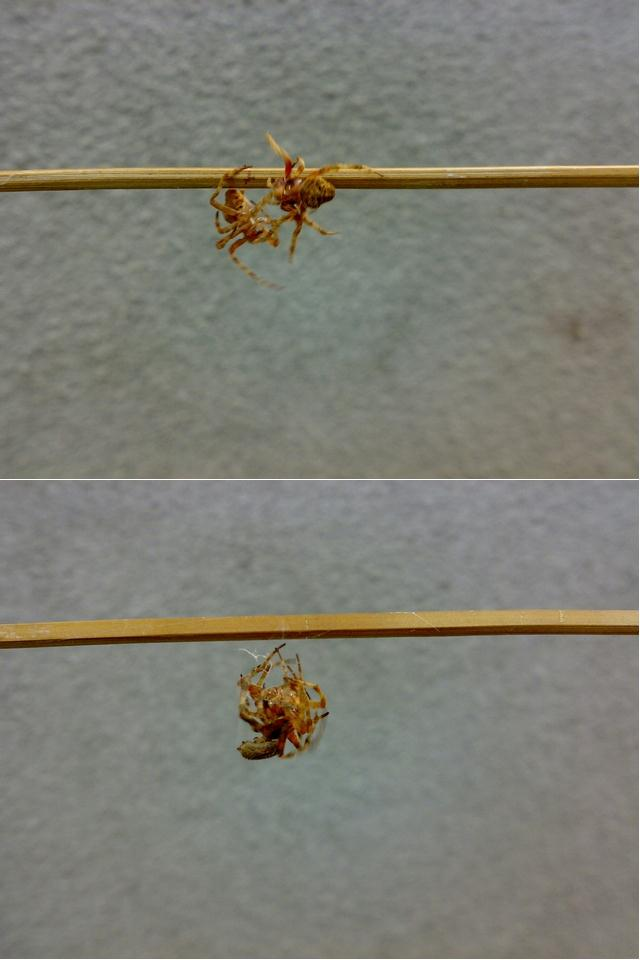
Lucha de arañas

- Deportes de sangre estacionales

- "La lucha de las arañas".

Temporada: La lucha de arañas no ocurre durante todo el año. Es una actividad estacional que comienza típicamente durante la temporada de lluvias, cuando la vegetación es exuberante y las arañas son abundantes. Desde septiembre hasta enero, grupos de niños pueden ser vistos vagando por el campo en busca de la araña luchadora perfecta. Invariablemente, esto ocurre al aire libre ya que las arañas domésticas (gagambang bahay) son consideradas malas luchadoras. Las cacerías pueden durar hasta varias horas y normalmente ocurren en la mañana o al final de la tarde cuando las arañas regresan al centro de sus telarañas y son fácilmente capturadas.
Reglas del juego: Como una forma de juego mezquino, la lucha de arañas es simple y directa. Las apuestas secundarias y otras apuestas que no están directamente relacionadas con el resultado de un combate tienden a ser raras. Los partidos pueden tener lugar casi en cualquier lugar y su participación en ellos tiene un coste mínimo. Aunque la mayoría de los escolares tienen poco en términos de riqueza material, rara vez aceptan un concurso sin algo de valor en juego. La apuesta principal es habitual entre los dos propietarios de la araña. Estas apuestas suelen implicar el intercambio de dinero o de las propias arañas. Cuando se apuesta dinero en efectivo, las cantidades tienden a ser bajas. La mayoría de las apuestas no exceden los P100, aunque algunas ocasionalmente alcanzan el rango de P1,000-P2,000. Cuando se apuesta a las arañas peleadoras, las peleas tienden a ser menos serias y, por regla general, no se permite que continúen hasta la muerte. Cualquiera puede apostar en un concurso de lucha de arañas. Gran parte de la acción en torno a un partido tiene lugar entre los amigos y compañeros de clase de las personas directamente implicadas. Su participación añade un aire de emoción que de otra manera se perdería si las apuestas se limitaran estrictamente a los propietarios de arañas. Los espectadores generalmente apuestan en pequeñas cantidades, aunque a veces los amigos unen sus fondos para aumentar el tamaño de una recompensa. Puesto que no hay corredores de apuestas ni fabricantes de apuestas que influyan en las apuestas de un concurso, las apuestas suelen ser una cuestión de preferencia personal; pero la presión del césped existe para que los niños apuesten en las arañas de sus dobleces. Dada la corta duración de la mayoría de los combates, el dinero en efectivo cambiará de manos con frecuencia. Se sigue un sistema de honor implícito cuando se trata de cobrar o pagar apuestas. Cuando los participantes no están bien familiarizados, se suele confiar el dinero a un tercero neutral hasta que se declara un ganador. Si un perdedor intenta renegar de una apuesta, es probable que se produzcan problemas.

### Durante los funerales
En Filipinas, el juego no es únicamente un pasatiempo, sino una forma de honrar a los muertos. Los juegos de apuestas, el "mah jong" y las mesas de cartas se instalan a menudo en los velatorios filipinos, o el "paglalamay", donde la tradición es mantener una vigilia de 24 horas sobre el difunto hasta el entierro. Hacer apuestas en juegos como "sakla", la versión filipina de las cartas del tarot español, es particularmente común en las veladas, porque la familia del difunto recibe una parte de las ganancias para ayudar a cubrir los gastos del funeral.
«Entre sus funciones, es una forma de mantener a los dolientes a su alrededor», dijo a Reuters, un profesor de sociología de la Universidad de las Filipinas. Los negocios dedicados a la operación de estos juegos van de una estela a otra, dijo David. Añadió que los pequeños sindicatos a menudo operan tales juegos, moviéndose de una funeral a otro.
Los juegos populares incluyen, pero no se limitan a, "Sakla" —una versión de las cartas de tarot—, bingo, póquer y "mahjong". La práctica de los juegos de azar en los velatorios es tan popular —y se considera en su mayor parte legal— que los sindicatos de juegos de azar organizan velatorios «falsos» con el fin de proporcionar un lugar para los jugadores serios. Debido a la falta general de aplicación de la ley en los funerales, y a los límites ligeramente más estrictos en los juegos de azar, ha habido una medida de éxito con el negocio. Aparentemente, obtener un cadáver sustituto para estos velatorios falsos es tan simple como alquilar uno de la morgue local. A menudo, estos cuerpos alquilados —o incluso comprados— son cadáveres no reclamados. Para los depósitos de cadáveres, la motivación para participar en este negocio es bastante alta, ya que alquilarlos —a cualquier precio— va a ser más de lo que costaría almacenarlos.

## Leyes y reglamentos
Como los juegos de azar están permitidos en Filipinas, existen ciertas leyes en la Constitución que las personas deben obedecer y tener en cuenta para evitar sanciones.
La Ley de la República n.º 9287 es una ley que aumenta las penas para los juegos numéricos ilegales, que modifica ciertas disposiciones del Decreto Presidencial n.º 1602 y para otros fines.
- Wikisource contiene obras originales de o sobre Apuestas en Filipinas.
- Wikisource contiene obras originales de o sobre Apuestas en Filipinas.

## Aspecto económico
Filipinas está aumentando constantemente en la industria del juego, estableciéndose lentamente como una de las capitales de juego del sudeste asiático. Cuenta con más casinos que Macao, el gigante asiático del juego que recibe la mayoría de sus ingresos de las operaciones de juego.
Únicamente en Gran Manila, hay alrededor de 20 casinos. Entre los casinos destacados se encuentran el Resort y Casino Solaire y City of Dreams Manila. Calabarzon, ubicado al sur de Manila, tiene 5 casinos, mientras que Visayas y Mindanao tienen alrededor de 10 áreas de juego. También hay planes para expandirse en áreas como Cebú y Cagayán de Oro. Esta abundancia de casinos y áreas de juego ayudó al 17% de crecimiento de la industria del juego en 2015. Los ingresos brutos reportados para 2015 fueron de 130 mil millones de PHP, un aumento significativo con respecto a los 111 mil millones de PHP de 2014.
Gran parte de este crecimiento puede atribuirse a la ciudad de entretenimiento de Manila, que consiste en casinos y hoteles de primera clase. Estos hoteles y casinos son una gran fuente de turismo, lo que genera ingresos adicionales para el país.

### Juegos de azar en línea
Los juegos de azar en línea han ido ganando popularidad. Según el Estándar de Manila, la industria de los juegos de azar en línea es ahora el segundo mayor impulsor de la demanda de espacio de oficinas en Filipinas. En los primeros seis meses de 2017, los juegos de azar en línea han ocupado 83.960 metros cuadrados de espacio de oficinas, la mayoría de los cuales se centran en áreas como Alabang y Bonifacio Global City. Se estima que los juegos de azar en línea ocuparán de 400.000 a 500.000 metros cuadrados de espacio de oficinas en 2017. A finales de 2016, PAGCOR emitió 35 licencias de juegos de azar en el extranjero e hizo más de 1.000 millones de pesos filipinos en tasas de licencia y procesamiento. Las tasas de solicitud y procesamiento ascienden a $50.000 para los casinos en línea y $40.000 para las apuestas deportivas, más otros $200.000 y $150.000, respectivamente, tras la aprobación de cada licencia.

## Impacto social y efectos

### Impacto cultural
El juego ha contribuido a la cultura e identidad de Filipinas desde su introducción y al aumento de popularidad en el país. Al igual que en otros países del este y sureste de Asia, Filipinas ha desarrollado una reputación de sociedad de juego. Esta cultura de juego impregna a varios sectores de la sociedad filipina, principalmente a los varones rurales. Según el antropólogo social, Per Binde, «el juego es un fenómeno social, cultural y económico, una manera extraordinariamente flexible de redistribuir la riqueza, que está incrustada en los sistemas socioculturales de las sociedades».
Para la nación filipina, que está predominantemente suscrita a la religión católica, el tema del juego también tiene impactos morales. En enero de 2005, la Conferencia de Obispos Católicos de Filipinas emitió una declaración sobre su postura y política colectiva para el juego.
El juego de oportunidades ha servido a varios propósitos en la vida local de los filipinos, incluidas las relaciones con los compañeros y como actividades recreativas. Aunque antes era visto como una plataforma para la desviación y la criminalidad, el juego también se ha convertido en una actividad social desde su legalización.

## Blanqueo de dinero

Sello del Consejo contra el Blanqueo de Dinero Filipinas.

Por definición de INTERPOL, blanqueo de capitales es «todo acto o tentativa de ocultar o disfrazar la identidad de los productos obtenidos ilegalmente, de modo que parezca que proceden de fuentes legítimas». Las grandes sumas de dinero procedentes de los juegos de azar o de cualquier dinero procedente de los juegos de azar ilícitos se consideran «dinero sucio» y pueden utilizarse para archivar casos de blanqueo de capitales. El Departamento de Estado de los Estados Unidos dijo en su Informe sobre la Estrategia Internacional de Control de Estupefacientes en marzo de 2017 que «los grupos criminales ya aprovechan los casinos filipinos para transferir "ganancias ilícitas de Filipinas a cuentas en el extranjero"», y que los palacios de juego del país tienen «altos riesgos de lavado de dinero".
Uno de los mayores casos de lavado de dinero en Filipinas hasta ahora ocurrió en febrero de 2016, conocido como el Robo al Banco de Bangladés o atraco a un banco; 81 millones de dólares del dinero robado del Banco de Bangladés fueron lavados en los casinos filipinos a través de solicitudes de transferencia y de la red SWIFT. Se suponía que otros 850 millones de dólares serían transferidos a cuentas bancarias personales en Filipinas, pero fueron bloqueados por las autoridades.
En 2012, los legisladores filipinos lograron excluir a los casinos de la lista de organizaciones obligadas a informar al Consejo contra el Lavado de Dinero sobre transacciones sospechosas. Sin embargo, en mayo de 2017, a pesar del cabildeo de la industria de los juegos de azar, el Congreso Filipino, bajo la administración de Duterte, aprobó una enmienda a una ley de lavado de dinero para cubrir los juegos de azar. Los casinos, bajo la enmienda propuesta, estarían obligados a reportar las apuestas acumuladas por un total de 3 millones de pesos ($60,000) al organismo anti lavado de dinero del país dentro de un período de 24 horas.

### Adicción al juego
Según su definición médica, adicción al juego o juego patológico es el trastorno de control de impulsos en el que una persona hace apuestas de varios tipos -en casinos, en carreras de caballos, a los corredores de apuestas- que comprometen, interrumpen o dañan las actividades personales, familiares o vocacionales. La psiquiatra Ivanhoe Escartin, de la Asociación Psiquiátrica Filipina (PPA), dijo que ganar en el juego puede enganchar a los jugadores por el «placer» de ganar, que quieren volver a sentir. Pero incluso al perder, el juego puede convertirse en un hábito compulsivo porque los jugadores tienden a tratar de recuperar sus pérdidas.
En Filipinas, PAGCOR es el brazo gubernamental que regula los establecimientos de juego autorizados en todo el país. Implementa su Código de Práctica para el Juego Responsable en todas sus áreas de juego operadas por PAGCOR y entidades autorizadas en establecimientos de juego autorizados para prevenir la adicción al juego y minimizar el daño potencial a los jugadores individuales y a la comunidad. Este programa de juego responsable incluye la capacitación de los empleados de juegos de azar, acceso limitado y pautas de publicidad, entre otros. Otra intervención realizada por los casinos filipinos bajo PAGCOR es el programa de exclusión, que prohíbe a los jugadores con problemas de todos los lugares o sitios de juego. Familiares de jugadores con problemas o ellos mismos solicitan el programa en un intento de prevenir el empeoramiento de las tendencias de juego.